# Camino al destino
Camino al Destino es el tercer álbum de estudio de la banda española de folk metal y folk rock castellano Ars Amandi.

## Lista de canciones
| N.º   | Título                            | Duración |  |
| 1.    | «Gritando al Mar»                 | 04:06    |  |
| 2.    | «Un Lugar»                        | 04:48    |  |
| 3.    | «Mirando Hacia Otro Lado»         | 05:32    |  |
| 4.    | «Falso Camino»                    | 04:10    |  |
| 5.    | «De Nuevo Aquí»                   | 04:41    |  |
| 6.    | «El Río (Homenaje a Miguel Rios)» | 03:36    |  |
| 7.    | «Sonrisa Apagada»                 | 04:28    |  |
| 8.    | «La Maldición del Bosque»         | 04:05    |  |
| 9.    | «Solo Hay Una»                    | 04:56    |  |
| 10.   | «No Te Escondas»                  | 05:09    |  |
| 11.   | «La Tormenta del Placer»          | 05:01    |  |
| 12.   | «Sol y Acero»                     | 04:40    |  |
| 55:18 |                                   |          |  |

## Intérpretes
- Dani Aller - Voz, dulzaína, pito castellano y coros
- Paco Moreno - Guitarra y coros
- Iñigo Zubizarreta - Guitarra y coros
- Teto Viejo - Batería
- Fernando Mainer - Bajo y coros